# 康格里加多斯圣殿

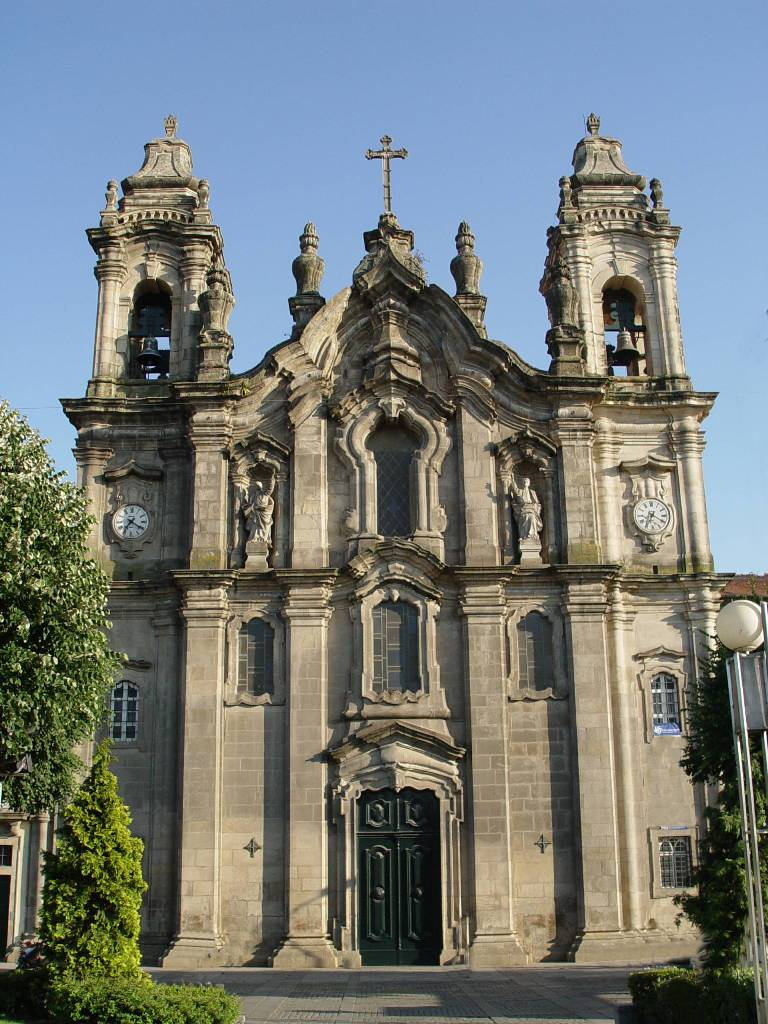
康格里加多斯圣殿

康格里加多斯圣殿（葡萄牙語：Basílica dos Congregados）是一座罗马天主教宗座圣殿，位于葡萄牙布拉加，建于18世纪，巴洛克建筑风格。
该堂是建筑师安德烈·苏亚雷斯（André Soares）的作品，顶部两侧是两座钟楼，其中一座于20世纪60年代完工。
41°33′04″N 8°25′17″W / 41.551175°N 8.421358°W